# Hans Rosing
Hans Rosing (9. august 1625 – 13. april 1699) var en norsk biskop.
Rosing blev født på Brønø, hvor faderen, Claus Rosing (d. 1644), var sognepræst. Moderen hed Birgitte Christensdatter Schanke. Han deponerede fra Trondhjem 1645, var udenlands fra 1649-52 og blev i sidstnævnte år sognepræst til Tureby, hvorfra han 1660 forflyttedes til Kalundborg. Han blev 1661 magister, 1664 biskop i Kristiania, 1675 Dr.theol., 1685 konsistorialråd.
Han havde som biskop stor anseelse for lærdom, ikke blot i teologi, men ogå i verdslige sager. Han blev derfor højt skattet af U.F. Gyldenløve og gjaldt for dennes private rådgiver i de vigtigste ting både under krigen og i fredens tider, og statholderen har vel tænkt på flere end sig selv ved den erklæring, at "denne Mand kunne vi ikke miste i Norge", da der var tale om at sætte ham på Sjællands bispestol efter Hans Bagger.
Han tilhørte den gamle stive rettroenheds tid og lagde dette til fulde for dagen i sin erklæring om det tilrådelige i at
give de forfulgte huguenotter adgang til Danmark. Imidlertid synes han at have løsrevet sig fra den overtro, man endnu kan finde hos fremragende gejstlige i hans tid. Han anser dens fænomener for noget, der tilhører en svunden tid, og dem, som befatte sig med det slags, vil han ikke have straffet. Et brev fra ham giver indtryk af, at han har været en klog mand over for sine præster.
I hans tid foregik en betydelig forandring med hans stift, da Valders og Hallingdal lagdes dertil, medens Øvre Telemarken blev taget derfra og lagt til Christianssand. Christianias første kirke blev i hans tid fortæret af luerne, og det faldt i hans lod 1697 at indvie den nye, Vor Frelsers Kirke. Han fik ved denne lejlighed rang med etatsråder. En lysekrone, han 1684 skænkede den gamle kirke, blev reddet og bevarer hans minde. Han ægtede 1661 med Christine Bang (1635-99), datter af professor Thomas Bang.